# Inferior (livro)
Inferior: How Science Got Women Wrong and the New Research That's Rewriting the Story é um livro de 2017 da jornalista científica Angela Saini. O livro discute o efeito do sexismo na pesquisa científica e como esse sexismo influencia as crenças sociais.
O livro foi publicado pela Beacon Press nos Estados Unidos e Fourth Estate Books no Reino Unido.

## Recepção
De acordo com o The Independent, Angela Saini "pinta um quadro perturbador de quão profundamente as noções sexistas foram tecidas na pesquisa científica".
O Guardian observou que Saini "descobre que muitas das crenças tradicionais da sociedade sobre as mulheres são construídas em terreno instável".
O Ahmedabad Mirror apontou que Saini "expõe os preconceitos de Charles Darwin e como seu ponto de vista sobre o lugar da mulher na sociedade matizaram, ou melhor, mancharam suas teorias".
Inferior foi lançado em junho de 2017 na Royal Academy of Engineering. Um mês após seu lançamento, Inferior foi recomendado pela Scientific American. Foi finalista no Goodreads Choice Awards de "Melhor Ciência e Tecnologia" em 2017
Inferior foi o "Livro do Ano" do Physics World em 2017. Na revisão da Chemistry World, Jennifer Newton escreveu: "Eu não posso recomendar o suficiente".
Após o lançamento de Inferior, Angela Saini foi convidada a falar em universidades e escolas de todo o país, no que se tornou uma "tour do livro científico feminista".
O estudante de egiptologia Julien Delhez, escrevendo para a revista Evolution, Mind and Behavior em 2019, criticou Inferior por criar uma confusão que poderia "deteriorar seriamente o diálogo entre o público e a comunidade científica".